# Seznam medailistů na halovém mistrovství Československa a Česka mužů a žen ve skoku o tyči
Toto je seznam medailistů na mistrovství Československé a České republiky v disciplíně skok o tyči.

## Muži
| Rok          | Místo              | Zlato            | Výkon vítěze    | Stříbro                       | Bronz                                                   |
| ------------ | ------------------ | ---------------- | --------------- | ----------------------------- | ------------------------------------------------------- |
| HM ČSSR 1969 | Jablonec nad Nisou | Jan Odvárka      | 481 cm          | Zdeněk Lhotský                | Antonín Spěvák                                          |
| HM ČSSR 1970 | Jablonec nad Nisou | Jan Odvárka      | 470 cm          | Josef Průša                   | Zdeněk Lhotský                                          |
| HM ČSSR 1971 | Jablonec nad Nisou | Rudolf Tomášek   | 460 cm          | Jan Odvárka                   | Zdeněk Lhotský                                          |
| HM ČSSR 1972 | Jablonec nad Nisou | Antonín Spěvák   | 490 cm          | Jan Odvárka                   | Jiří Růžička                                            |
| HM ČSSR 1973 | Jablonec nad Nisou | Antonín Spěvák   | 480 cm          | Zdeněk Lhotský                | Petr Topol a Karel Jelínek                              |
| HM ČSSR 1974 | Jablonec nad Nisou | Antonín Hadinger | 480 cm          | Ivo Strnad                    | Rudolf Tomášek                                          |
| HM ČSSR 1975 | Jablonec nad Nisou | Antonín Hadinger | 490 cm          | Zdeněk Lhotský                | Ivo Strnad                                              |
| HM ČSSR 1976 | Košice             | Jiří Lesák       | 490 cm          | Antonín Hadinger              | Antonín Spěvák                                          |
| HM ČSSR 1977 | Ostrava            | Jiří Lesák       | 505 cm          | Zdeněk Flejberk               | Antonín Hadinger                                        |
| HM ČSSR 1978 | Jablonec nad Nisou | Antonín Hadinger | 500 cm          | Jiří Lesák                    | Petr Habel                                              |
| HM ČSSR 1979 | Jablonec nad Nisou | Antonín Hadinger | 510 cm          | Jiří Lesák                    | Roman Zrun                                              |
| HM ČSSR 1980 | Jablonec nad Nisou | Petr Habel       | 500 cm          | Jiří Lesák                    | Zdeněk Krikorka                                         |
| HM ČSSR 1981 | Jablonec nad Nisou | Petr Habel       | 527 cm          | Roman Zrun                    | František Jansa                                         |
| HM ČSSR 1982 | Jablonec nad Nisou | Roman Zrun       | 530 cm          | František Jansa               | Petr Habel                                              |
| HM ČSSR 1983 | Jablonec nad Nisou | František Jansa  | 530 cm          | Pavel Sluka                   | Petr Habel a Roman Zrun                                 |
| HM ČSSR 1984 | Jablonec nad Nisou | Boleslav Patera  | 520 cm          | Pavel Sluka                   | Marián Žigala                                           |
| HM ČSSR 1985 | Jablonec nad Nisou | František Jansa  | 530 cm          | Zdeněk Lubenský               | Pavel Sluka                                             |
| HM ČSSR 1986 | Jablonec nad Nisou | Zdeněk Lubenský  | 560 cm          | František Jansa               | Ladislav Švík                                           |
| HM ČSSR 1987 | Jablonec nad Nisou | František Jansa  | 540 cm          | Zdeněk Lubenský               | Michal Prunar                                           |
| HM ČSSR 1988 | Jablonec nad Nisou | František Jansa  | 540 cm          | Zdeněk Lubenský               | Vlastimil Jukl                                          |
| HM ČSSR 1989 | Jablonec nad Nisou | Zdeněk Lubenský  | 550 cm          | František Jansa               | Pavel Sluka a Roman Zrun                                |
| HM ČSSR 1990 | Praha              | František Jansa  | 540 cm          | Zdeněk Lubenský               | Roman Zrun                                              |
| HM ČSFR 1991 | Praha              | František Jansa  | 515 cm          | Pavel Sluka                   | Roman Zrun                                              |
| HM ČSFR 1992 | Praha              | Zdeněk Lubenský  | 565 cm          | František Jansa               | Pavel Sluka                                             |
| HMR 1993     | Praha              | František Jansa  | 550 cm          | Martin Kysela                 | Pavel Sluka                                             |
| HMR 1994     | Jablonec nad Nisou | Zdeněk Šafář     | 520 cm          | Martin Kysela                 | Richard Havlásek                                        |
| HMR 1995     | Praha              | Jan Netscher     | 566 cm          | Zdeněk Šafář                  | František Jansa, Pavel Beran Martin Kysela, Karel Janko |
| HMR 1996     | Praha              | Martin Kysela    | 540 cm          | Pavel Beran a Petr Špaček     | nikdo                                                   |
| HMR 1997     | Praha              | Karel Janko      | 540 cm          | Martin Kysela                 | Pavel Beran                                             |
| HMR 1998     | Praha              | Martin Kysela    | 550 cm          | Petr Špaček                   | Štěpán Janáček                                          |
| HMR 1999     | Praha              | Martin Kysela    | 550 cm          | Petr Špaček                   | Pavel Beran                                             |
| HMR 2000     | Praha              | Adam Ptáček      | 560 cm          | Petr Špaček                   | Matěj Urban                                             |
| HMR 2001     | Praha              | Adam Ptáček      | 540 cm          | Petr Špaček                   | Radek Hončl                                             |
| HMR 2002     | Praha              | Martin Kysela    | 550 cm          | Štěpán Janáček                | Aleš Hončl                                              |
| HMR 2003     | Bratislava         | Adam Ptáček      | 570 cm          | Štěpán Janáček                | Rudolf Haraksim a Lukáš Bechyně                         |
| HMR 2004     | Praha              | Adam Ptáček      | 540 cm          | Rudolf Haraksim               | Aleš Hončl                                              |
| HMR 2005     | Praha              | Štěpán Janáček   | 540 cm          | Michal Balner                 | Aleš Hončl                                              |
| HMR 2006     | Praha              | Štěpán Janáček   | 550 cm          | Adam Ptáček                   | Michal Balner                                           |
| HMR 2007     | Praha              | Adam Ptáček      | 549 cm          | Jan Kudlička                  | Michal Balner                                           |
| HMR 2008     | Praha              | Michal Balner    | 537 cm          | Jan Kudlička                  | Lukáš Bechyně                                           |
| HMR 2009     | Praha              | Michal Balner    | 566 cm          | Jan Kudlička a Štěpán Janáček | nikdo                                                   |
| HMR 2010     | Praha              | Michal Balner    | 576 cm          | Jan Kudlička                  | Štěpán Janáček                                          |
| HMR 2011     | Praha              | Jan Kudlička     | 545 cm          | Lukáš Bechyně                 | Adam Ptáček                                             |
| HMR 2012     | Praha              | Jan Kudlička     | 555 cm          | Adam Pašiak                   | Adam Ptáček                                             |
| HMR 2013     | Praha              | Jan Kudlička     | 577 cm          | Michal Balner a Lukáš Bechyně | nikdo                                                   |
| HMR 2014     | Praha              | Michal Balner    | 560 cm          | Adam Pašiak                   | Jan Kudlička                                            |
| HMR 2015     | Praha              | Jan Kudlička     | 560 cm          | Adam Pašiak                   | Jan Jánský                                              |
| HMR 2016     | Ostrava            | Jan Kudlička     | 577 cm Rek. HMR | Michal Balner                 | Lukáš Posekaný                                          |
| HMR 2017     | Praha              | Jan Kudlička     | 540 cm          | Michal Balner                 | Dan Bárta                                               |
| HMR 2018     | Praha              | Jan Kudlička     | 536 cm          | Michal Balner                 | Lukáš Posekaný                                          |
| HMR 2019     | Ostrava            | Michal Balner    | 522 cm          | Jan Kudlička                  | Matěj Ščerba                                            |
| HMR 2020     | Ostrava            | Jan Kudlička     | 554 cm          | Matěj Ščerba                  | Dan Bárta                                               |
| HMR 2021     | Ostrava            | Jan Kudlička     | 543 cm          | Matěj Ščerba                  | Dan Bárta                                               |
| HMR 2022     | Ostrava            | Matěj Ščerba     | 535 cm          | Filip Bartoněk                | Jan Kudlička                                            |
| HMR 2023     | Ostrava            | David Holý       | 550 cm          | Dan Bárta                     | Matěj Ščerba                                            |
| HMR 2024     | Ostrava            | Matěj Ščerba     | 565 cm          | David Holý                    | Filip Bartoněk                                          |
| HMR 2025     | Ostrava            | Matěj Ščerba     | 562 cm          | David Holý                    | Mario Hajzler                                           |

## Ženy
| Rok      | Místo              | Zlato             | Výkon vítěze    | Stříbro           | Bronz                               |
| -------- | ------------------ | ----------------- | --------------- | ----------------- | ----------------------------------- |
| HMR 1993 | Praha              | Daniela Bártová   | 350 cm          | Jana Kábová       | Hana Mešejdová                      |
| HMR 1994 | Jablonec nad Nisou | Daniela Bártová   | 340 cm          | Jana Kábová       | Radka Exnarová                      |
| HMR 1995 | Praha              | Daniela Bártová   | 409 cm          | Šárka Mládková    | Daniela Nováková                    |
| HMR 1996 | Praha              | Daniela Bártová   | 410 cm          | Daniela Nováková  | Šárka Mládková                      |
| HMR 1997 | Praha              | Daniela Bártová   | 420 cm          | Šárka Mládková    | Daniela Nováková                    |
| HMR 1998 | Praha              | Daniela Bártová   | 443 cm          | Šárka Mládková    | Pavla Hamáčková                     |
| HMR 1999 | Praha              | Pavla Hamáčková   | 415 cm          | Michaela Boulová  | Kateřina Baďurová a Lucie Komrsková |
| HMR 2000 | Praha              | Pavla Hamáčková   | 440 cm          | Daniela Bártová   | Šárka Mládková                      |
| HMR 2001 | Praha              | Pavla Hamáčková   | 441 cm          | Kateřina Baďurová | Michaela Boulová                    |
| HMR 2002 | Praha              | Pavla Hamáčková   | 430 cm          | Kateřina Baďurová | Lucie Palasová                      |
| HMR 2003 | Bratislava         | Šárka Mládková    | 400 cm          | Lucie Palasová    | Jiřina Ptáčníková                   |
| HMR 2004 | Praha              | Kateřina Baďurová | 430 cm          | Jiřina Ptáčníková | Michaela Boulová                    |
| HMR 2005 | Praha              | Pavla Hamáčková   | 430 cm          | Šárka Mládková    | Eliška Vaníčková                    |
| HMR 2006 | Praha              | Pavla Hamáčková   | 435 cm          | Kateřina Baďurová | Jiřina Ptáčníková                   |
| HMR 2007 | Praha              | Kateřina Baďurová | 455 cm          | Pavla Rybová      | Jiřina Ptáčníková                   |
| HMR 2008 | Praha              | Pavla Rybová      | 430 cm          | Romana Maláčová   | Jiřina Ptáčníková                   |
| HMR 2009 | Praha              | Jiřina Ptáčníková | 440 cm          | Romana Maláčová   | Petra Kozelková                     |
| HMR 2010 | Praha              | Jiřina Ptáčníková | 456 cm          | Pavla Rybová      | Romana Maláčová                     |
| HMR 2011 | Praha              | Jiřina Ptáčníková | 457 cm          | Romana Maláčová   | Nikola Pikartová                    |
| HMR 2012 | Praha              | Jiřina Ptáčníková | 452 cm          | Romana Maláčová   | Aneta Morysková                     |
| HMR 2013 | Praha              | Jiřina Svobodová  | 447 cm          | Romana Maláčová   | Aneta Morysková                     |
| HMR 2014 | Praha              | Jiřina Svobodová  | 440 cm          | Romana Maláčová   | Aneta Morysková                     |
| HMR 2015 | Praha              | Jiřina Ptáčníková | 450 cm          | Aneta Morysková   | Romana Maláčová                     |
| HMR 2016 | Ostrava            | Romana Maláčová   | 450 cm          | Jiřina Ptáčníková | Rebeka Šilhanová                    |
| HMR 2017 | Praha              | Romana Maláčová   | 450 cm          | Amálie Švábíková  | Nikol Jiroutová                     |
| HMR 2018 | Praha              | Jiřina Ptáčníková | 443 cm          | Amálie Švábíková  | Aneta Morysková                     |
| HMR 2019 | Ostrava            | Romana Maláčová   | 435 cm          | Amálie Švábíková  | Nikol Jiroutová                     |
| HMR 2020 | Ostrava            | Romana Maláčová   | 445 cm          | Zuzana Pražáková  | Amálie Švábíková                    |
| HMR 2021 | Ostrava            | Amálie Švábíková  | 426 cm          | Zuzana Pražáková  | Tereza Schejbalová                  |
| HMR 2022 | Ostrava            | Amálie Švábíková  | 455 cm          | Romana Maláčová   | Zuzana Pražáková                    |
| HMR 2023 | Ostrava            | Amálie Švábíková  | 472 cm Rek. HMR | Zuzana Pražáková  | Nikola Pöschlová                    |
| HMR 2024 | Ostrava            | Amálie Švábíková  | 455 cm          | Nikola Pöschlová  | Zuzana Pražáková                    |
| HMR 2025 | Ostrava            | Viktorie Ondrová  | 426 cm          | Veronika Šebáková | Apolena Švábíková                   |